# Estany
Estany (oficialmente en catalán: l'Estany) es una población del norte de la comarca del Moyanés, provincia de Barcelona, en la comunidad de Cataluña, España. 

## Geografía
- Altitud: 870 metros

Localización de Estany dentro de la comarca del Moyanés

- Accesos: carretera C-59 (antigua BV-4313)

### Núcleos de población
Estany tiene dos entidades o distritos:
Lista de población por entidades:
| Entidad de población | Habitantes (2019) |
| -------------------- | ----------------- |
| Estany               | 389               |
| Raval del Prat, El   | 17                |

## Historia
El núcleo de Estany, cobijado por el norte por un serrijón, está situado cerca de un antiguo lago, desecado en 1570 por iniciativa del abad Carles de Cardona para evacuar las aguas y evitar los focos de epidemias  que comportaba. Estany todavía se llena en época de lluvias muy copiosas y prolongadas. Las casas son de piedra y constituyen un buen ejemplo de pueblo rural, prácticamente de montaña. Los visitantes se acercan a la localidad atraídos por su buen clima y por el extraordinario monasterio románico de Santa María, con su iglesia restaurada, un claustro magnífico con 72 capiteles de temas bíblicos, heráldicos y florísticos, y un pequeño museo anejo en el que se resume la historia del cenobio. 
La historia del municipio está asociada al monasterio de Santa Maria de l'Estany. La primera referencia de la existencia de Estany está en un document del año 927. En el 990, el noble Sendred de Gurb donó la iglesia de Estany a la sede episcopal de Vich. 

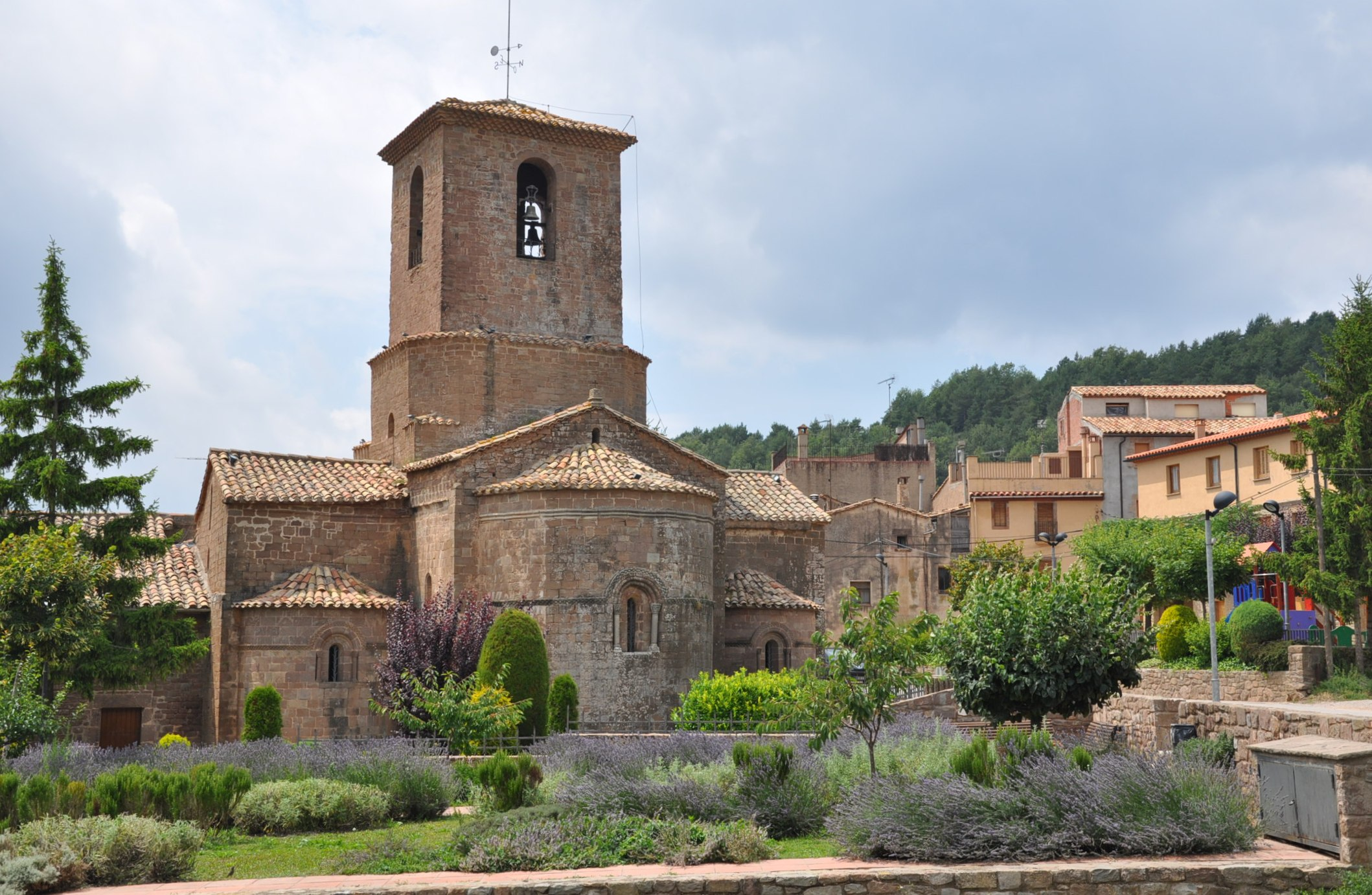
Iglesia y monasterio de Santa María de Estany.

Casi un siglo más tarde, en 1080, se fundó una congregación de canónigos agustinos, origen del monasterio. El 3 de noviembre de 1133 el arzobispo de Tarragona consagró la iglesia a San Olegario (Sant Oleguer ) acompañado del obispo de Vich, Ramón Gaufred, y del de Gerona, Berenguer de Dalmau. En 1264, el monasterio fue erigido abadía y su primer abad fue Ferrer de Calaf. En 1375, la comunidad estaba formada por doce canónigos y otros doce beneficiados. Como en muchos lugares de Cataluña, Estany también fue sacudido por el terremoto del 24 de mayo de 1448 que derribó las bóvedas de la iglesia y el campanario. Las obras de su restauración se realizaron en 1451.
En 1554, el abad Carles de Cardona hizo construir la Mina para desecar el lago que anegaba parte del entorno de la localidad y que la dio nombre, porque era bueno para la caza y los insectos que proliferaban gracias él extendían el paludismo. En 1595, por iniciativa de Felipe II, el papa Clemente VIII suprime las canónicas agustinianas de su monarquía; y en 1603, la comunidad vuelve a Estany con carácter de colegiata. En el último tercio del siglo XVIII, en 1775, se produce la extinción de la comunidad y la iglesia pasa a ser parroquia, aunque hasta hace relativamente poco ha conservado un carácter especial, con el título de arciprestazgo.
El pueblo nació cerca del monasterio y, aunque su gente seguía de cerca los asuntos del monasterio, hacía vida aparte, usando la capilla de Santa Cecilia para servicio religioso. Su dedicación fue la agricultura y la ganadería, hasta que a principios del siglo XX comenzaron a llegar pequeñas industrias textiles.
El 3 de junio de 1931 el monasterio fue declarado Monumento Nacional y en 1966 comenzaron las obras de restauración, que se inauguraron el 9 y el 12 de abril de 1970.

## Demografía
Estany cuenta con una población de 401 habitantes (INE 2024).
| Gráfica de evolución demográfica de Estany entre 1842 y 2021 |
| |
| Población de derecho según los censos de población del INE. Población de hecho según los censos de población del INE.En estos censos se denominaba Estany: 1842, 1857, 1860, 1877, 1887, 1897, 1900, 1910, 1920, 1930, 1940, 1950, 1960, 1970 y 1981. |

## Economía
Agricultura, ganadería, industria textil, construcción, hostelería, comercio y servicios.
En Estany, los cereales de invierno se cultivan para la producción de ensilaje o bien son pastados durante el invierno.
Otros lugares destacables del municipio son el Puig Rodó y el Pic de la Caritat (Pico de la Caridad), y la diversidad de fuentes naturales que tiene.

## Cultura
Las fiestas y tradiciones más notables son la fiesta mayor (8 de septiembre), la feria (8 de diciembre) y el belén vivente.

## Administración y política
| Periodo   | Nombre                     | Partido |
| --------- | -------------------------- | ------- |
| 1979-1983 | Joan Font i Prat           |         |
| 1983-1987 | Joan Font i Prat           |         |
| 1987-1991 | Joan Font i Prat           |         |
| 1991-1995 | Josep Tuneu i Magaz        |         |
| 1995-1999 | Joan Font i Prat           |         |
| 1999-2003 | Josep Sindreu i Portabella | ERC     |
| 2003-2007 | Josep Sindreu i Portabella | ERC     |
| 2007-2011 | Salvador Tresserra Purtí   | ERC     |
| 2011-2015 | Salvador Tresserra Purtí   | ERC     |

## Monumentos y lugares de interés
Su término municipal cuenta con muchos lugares de interés, pero en el mismo casco urbano el visitante puede maravillarse con el monasterio románico y el muy pintoresco Carrer Fosc (la "Calle Oscura").

## Personas destacadas
- Josep Roig i Ginestós (1898-1993), notable ceramista
- Josep Tresserras i Molera, historiador
- Joan Codina Puigsaulens, historiador
- Felip Graugés i Camprodon (1889-1973), insigne poeta y periodista. Colaborador de Antoni Rovira i Virgili.[6]
- Josep Sindreu i Portabella, exalcalde y autor de libros de texto de literatura catalana.